# ボンベルタ伊勢甚
- イオングループ > イオングループの商業ブランド > ボンベルタ百貨店 > ボンベルタ伊勢甚
- 伊勢甚 > ボンベルタ伊勢甚

ボンベルタ伊勢甚（ボンベルタいせじん）は、茨城県で百貨店事業を営んでいたイオングループの企業。本項では前身の伊勢甚グループ時代の百貨店事業についても触れるが、伊勢甚本社の歴史については伊勢甚を参照。

## 概要
伊勢甚グループ時代の「伊勢甚」百貨店
1724年（享保9年）に呉服店の「伊勢屋」を開いたことに始まり、水戸における有力な呉服商として栄えた。第二次世界大戦で蔵を残して伊勢屋は全焼
している。
1957年10月に後の水戸店となる店舗の増築工事を完了して本格的に百貨店事業に参入し、その後も複数回の増床を重ねながら水戸店は売り場面積約2万m2の百貨店へ発展した。
また、1967年（昭和42年）には日立市の丸和百貨店を買収して日立伊勢甚として傘下に組み入れて同市鹿島町に出店し、百貨店の多店化も進めた。
こうして、グループ内では株式会社伊勢甚百貨店、株式会社日立伊勢甚が合わせて2店舗体制で百貨店事業を営んでいたが、1977年にジャスコへ小売事業（スーパーマーケット運営の別会社であるジンマートを含む）を全て譲渡した。
ジャスコグループ時代
1977年に伊勢甚グループの小売事業を営んでいた株式会社伊勢甚百貨店、株式会社日立伊勢甚、株式会社ジンマートをジャスコ株式会社（後のイオン株式会社）が吸収合併する形で事業を譲渡、ジャスコは茨城県における百貨店事業会社として株式会社伊勢甚（商号としては2代目、ジャスコの100%子会社）を設立、屋号を「伊勢甚」とした。
ジンマートが運営していたスーパーマーケットは伊勢甚チェーン（後の伊勢甚ジャスコ）が設立されて事業継承した。
伊勢甚グループからジャスコグループに代わってから伊勢甚本社との資本関係はなかったが、水戸店の土地・建物の賃借関係などがあった。
設立当初は旧伊勢甚百貨店の水戸店（水戸市）、旧日立伊勢甚の日立店（日立市）の営業を引継ぎ2店体制であったが、1983年に勝田市（現ひたちなか市）へ勝田店の開店、1985年に日立店の移転などで最大3店体制とした。
1989年にジャスコが展開する百貨店事業の屋号である「ボンベルタ」を使用することとなり、商号を株式会社ボンベルタ伊勢甚、屋号を「ボンベルタ伊勢甚」とした。
その後、1994年に勝田店をジャスコへ譲渡（譲渡後にジャスコ勝田店となり、2010年に閉店）、水戸店が老朽化や大型ショッピングセンターなどとの競合による売り上げ不振などから2003年に閉店、日立店が売り上げ不振と建物の賃借契約の満了もあって2005年に閉店し、ボンベルタ伊勢甚は事業を終息。2006年5月に取締役会と定時株主総会で解散が決議され、会社は清算・解散した。
旧ジンマートからスーパーマーケット事業を継承していた伊勢甚ジャスコが1994年にジャスコおよび茨城ウェルマートへ事業を譲渡していたため、日立店の閉店をもって「伊勢甚」を屋号に持つ小売事業はその歴史に終止符を打つこととなった。

## 沿革
- 1724年（享保9年） - 「伊勢屋」として呉服商を創業[3]。水戸徳川家の御用商人でもあった。
- 1957年（昭和32年）10月 - 増築工事を完了して水戸市泉町で「伊勢甚百貨店」として本格的に百貨店事業を開始[4]。水戸店は株式会社伊勢甚（初代）の直営の後、株式会社伊勢甚百貨店が運営し、以降は屋号を「伊勢甚」とする。
- 1967年（昭和42年） - 日立市の丸和百貨店を買収して株式会社日立伊勢甚として傘下に組み入れて[3]同市鹿島町に出店（初代・日立店）[5]。
- 1977年（昭和52年）8月21日[6] - 伊勢甚グループの百貨店事業である株式会社伊勢甚百貨店と株式会社日立伊勢甚、スーパーマーケット事業である株式会社ジンマートをジャスコ株式会社（後のイオン株式会社）が吸収合併する形で伊勢甚からジャスコへ小売事業を譲渡[7]。同事業を展開するため、ジャスコの100%子会社である百貨店事業会社の株式会社伊勢甚（2代目）、スーパーマーケット事業会社の伊勢甚チェーンを設立しそれぞれの事業を継承する。株式会社伊勢甚は水戸店と日立店を継承[8]。
- 1983年（昭和58年） - 株式会社伊勢甚が勝田市春日町に勝田店を開店[9]。
- 1985年（昭和60年）6月 - 初代の日立店を閉店し、日立市神峰町に2代目の日立店を開店。
- 1989年（平成元年）2月21日 - 株式会社伊勢甚がジャスコグループの百貨店事業の屋号であるボンベルタを冠して、株式会社ボンベルタ伊勢甚と商号を変更[3]。屋号を「ボンベルタ伊勢甚」とする。
- 1994年（平成6年）
  - 8月21日 - 勝田店をジャスコに譲渡[3]。勝田店は業態転換しジャスコ勝田店となる。
- 2003年（平成15年）2月20日 - 水戸店閉店[3]。
- 2005年（平成17年）5月20日 - 日立店閉店[10]。小売事業から「伊勢甚」の屋号が消滅。
- 2006年（平成18年） - 5月16日に株主総会で解散が決議され、法人として解散する。

## 店舗
- 水戸店（水戸市泉町1丁目[3]） - 1724年（享保9年）創業[3]で2003年（平成15年）2月20日閉店[3]。呉服店「伊勢屋」として創業し、第二次世界大戦後の1957年に増床・改築を行い百貨店「伊勢甚」となる。株式会社伊勢甚（現在の株式会社伊勢甚本社）直営から、伊勢甚子会社の株式会社伊勢甚百貨店が運営した。1977年に運営会社がジャスコ株式会社へ合併し伊勢甚グループを離れ、ジャスコグループ（後のイオングループ）の株式会社伊勢甚（法人としては2代目でジャスコの100%子会社、後の株式会社ボンベルタ伊勢甚）の店舗となった。店名は「伊勢屋」、「伊勢甚」、「伊勢甚水戸店」、「ボンベルタ伊勢甚水戸店」と変遷し、最終的に2003年2月20日に閉店した。店舗閉店後、建物は解体されて再開発ビルが建設され、国道50号を挟んで向かい側にあった京成百貨店が移転、[3]2006年（平成18年）3月17日に開店[11]した。

- 勝田店（勝田市春日町[9]） - 1983年（昭和58年）に開店し[9]、1994年にジャスコへ譲渡され[3]、ジャスコ勝田店に業態転換した後、2010年（平成22年）2月20日に閉店した[12]。ジャスコグループの伊勢甚としては唯一の新規出店した店舗であるが、ボンベルタ伊勢甚になる前に百貨店としては営業を終了している。

- （初代）日立店 （日立市鹿島町[5]） - 1971年（昭和46年）7月開店し、二代目の日立店開店に伴い1985年（昭和60年）6月閉店[13][5]。元々同地で営業していた丸和百貨店を買収・改称した店舗だった。

- （2代目）日立店 （日立市神峰町1丁目[3]） - 初代の日立店と入れ替わる形で1985年（昭和60年）6月に開店[5]、2005年（平成17年）5月20日閉店[10]。映画館の「伊勢甚映劇」（2スクリーン）を併設していた。店名は「伊勢甚百貨店日立店」、「ボンベルタ伊勢甚日立店」と変遷。日立店の閉店により、小売業で「伊勢甚」を屋号に持つ店舗はすべて営業を終了した。

その後は神峰総合開発が出資した「日立百貨店」が店舗運営を引き継ぐため伊勢甚OBや百貨店経験者などが集まり、準備作業を進めていた。日立百貨店社長には元ボンベルタ伊勢甚社長の榎本浩が就任した。2005年には7月末までの開店を目指すことや三越から商品供給を受けることなどを公表。イオングループ合併以前の旧伊勢甚は元々三越との商品提携や商品券の共同利用なども行っており、日立百貨店は三越との提携を武器に地方百貨店としての再生を目指すことにしていたが神峰開発株の長山昌弘社長は「差し押さえで資金調達ができず、日立百貨店にビルを貸せない」と述べ、計画が白紙になった。
紆余曲折を経て店舗跡は2006年（平成18年）11月11日にさくらシティ日立が開業したが、運営会社が資金面を依存していたリーマン・ブラザーズの経営破綻により資金繰りが困難となったため2008年（平成20年）10月15日に閉鎖。2009年（平成21年）10月17日から建物の解体工事が行われた。跡地は「さくらシティ日立」時代に核店舗となるスーパーマーケットを出店していたカスミが取得し、新築オープンでカスミ日立神峰店が2010年（平成22年）12月2日に開店した。